# V melounovém cukru

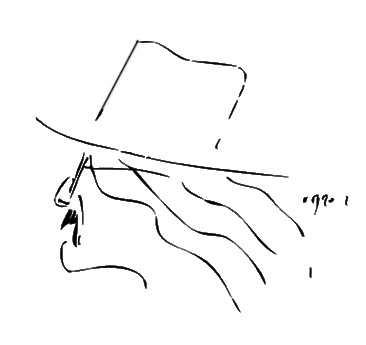
Portrét Richarda Brautigana

V melounovém cukru (anglicky In Watermelon Sugar) je významné literární dílo Richarda Brautigana, poprvé vydané v roce 1968 (sepsáno ovšem bylo již v roce 1964). Jde o kratší postmodernistickou novelu, zasazenou do prostředí utopické postapokalyptické komunity. Kniha byla v době svého vydání důležitá pro hnutí hippies.

## Obsah díla
V melounovém cukru je krátký příběh rozepsaný v mnoha kapitolách. Bezejmenný vypravěč je zároveň i hlavní postavou. Jednotlivé popisy míst i událostí jsou minimalistické. Děj příběhu se odehrává v jakési utopické postapokalyptické komunitě, ve které se nachází město, několik srubů, a která se koncentruje kolem komunitního domu nazývaného jáMOR (v originále iDEATH), kde se obyvatelé celého místa společně stravují. V tomto světě je mnoho věcí, včetně některých budov nebo oblečení, vyrobeno z melounového cukru, který se vyrábí v melounových továrnách (mezi další používané materiály patří kameny nebo borové dřevo). Důležití jsou také pstruzi žijící v místních řekách, z melounů a pstruhů se pak vyrábí melounopstruží olej, který velmi dobře hoří. Slunce každý den svítí jinou barvou, každý den také rostou melouny různých barev. Na různých místech jsou postaveny sochy zeleniny. V blízkosti této komunity se nacházejí Zapomenuté podniky, obrovský průmyslový areál bez života. Příběh je často nechronologický a poloha jednotlivých míst se mění.
Novela začíná tím, že bezejmenný vypravěč čtenářům poskytne základní popis světa ve kterém žije, i jeho stylu života. Vypravěč se vrací i k časům, kdy se ještě na světě vyskytovali tygři, kteří sice byli velmi zdvořilí a dokonce mu v dětství pomáhali s násobilkou, ale také často jedli lidi, snědli například právě vypravěčovi rodiče. Tygři ovšem byli zabiti na místě, kde se dnes nachází pstruží líheň. Příběh se dále zaměřuje na život vypravěče a dalších obyvatel komunity, například krásné Pauline, která často v jáMORU vaří zdravá jídla. Zmíněn je také neŽIT, člověk který dříve žil při jáMORU, ovšem z komunity utekl k Zapomenutým podnikům, kde spolu se svým gangem pálí whisky ze zapomenutých věcí a je neustále opilý. Dále se příběh zaměřuje na vypravěčův vztah s Margaret, jeho bývalou milenkou, která stále častěji začíná chodit do Zapomenutých podniků a začíná shromažďovat zapomenuté věci. V poslední části knihy neŽIT a jeho gang vstupuje do komunity s tvrzením, že lidé jáMORU vůbec nerozumí a on jim ho vysvětlí. Poté v řece se svým gangem spáchá hromadnou sebevraždu tím, že si spolu s ostatními uřeže prsty, uši a nos a vykrvácí. Krátce poté Margaret spáchá také sebevraždu, oběsí se na stromě. Celý příběh končí Margaretiným pohřbem.

### Rozbor
Rozbor díla je pro jeho velkou nejednoznačnost složitý. Dílo bylo ovlivněno taoismem i zenovým buddhismem (jáMOR naráží na smrt já, na svět, kde já splývá se vším okolo), filozofickými směry, o které se Brautigan intenzivně zajímal. Patrná je inspirace kolektivistickými komunami, které byly v době vydání díla poměrně rozšířené, především mezi příznivci hnutí hippies. Svět komuny je zobrazen jako idylický až utopický, nicméně minimalistický popis a naprosto emoční prázdnota postav (postavy v příběhu například naprosto nijak nereagují na násilí, ke kterému dochází před jejich zraky) zároveň vyvolává ve čtenáři zvláštní pocit, který naznačuje, že život v komunitě rozhodně dobře nefunguje. Celá komunita je navíc trochu kýčovitá: všude stojí sochy zeleniny a základním materiálem všeho je sladký melounový cukr. V protikladu ke sladké komuně stojí Zapomenuté podniky, smetiště připomínající dřívější racionální, sebedestruktivní civilizaci, a také postava neŽITA. Ten na faleš a iracionalitu komuny upozorní svou sebevraždou, při které si odřeže smyslové orgány. Další postavou, která prohlédne faleš komuny, je také Margaret, která poté, co začne chodit do Zapomenutých podniků, spáchá sebevraždu.
Podle mnohých interpretací je celý příběh zároveň kritikou sebedestruktivního racionálního světa, zároveň ale upozorňuje na to, že nová společnost, kterou by si lidé jako protiklad k té racionální vytvořili, se také může stát nesnesitelnou.

## České vydání
Kniha V melounovém cukru byla vydána česky v roce 1986 v nakladatelství Odeon, v překladu Olgy Špilarové. V roce 2018 stejný překlad vyšel také v nakladatelství Argo.